# روس ديفيدسون
روس ديفيدسون (بالإنجليزية: Ross Davidson)‏ (6 سبتمبر 1989 في المملكة المتحدة - ) هو لاعب كرة قدم بريطاني في مركز الوسط. لعب مع بورت فايل ونادي هدنسفورد تاون وNantwich Town F.C. ‏ وستافورد رينجرز ونادي ويتون ألبيون وNew Mills A.F.C. ‏ وKidsgrove Athletic F.C. ‏ وليك تاون ‏.

## وصلات خارجية
- روس ديفيدسون على موقع قاعدة بيانات كرة القدم.إي يو (الإنجليزية)
- روس ديفيدسون على موقع Soccerbase.com (لاعب) (الإنجليزية)